# Meudon
Meudon là một xã trong vùng đô thị Paris, thuộc tỉnh Hauts-de-Seine, vùng hành chính Île-de-France của nước Pháp, có dân số là 43.663 người (thời điểm 1999).

## Các thành phố kết nghĩa
- Celle, Đức (từ 1953)
- Woluwe-Saint-Lambert, Bỉ (từ 1958)
- Ciechanów, Ba Lan (từ 1970)
- Rushmoor, Vương quốc Anh (từ 1972)
- Mazkeret Batia, Israel (từ 1978)
- Brezno, Slovakia (từ 1999)

## Những người con của thành phố
- François Rabelais (1551-1553), linh mục
- Richard Wagner sống tại Meudon từ tháng 4 đến tháng 10 năm 1841 tại đây
- Hans Arp và Sophie Taeuber đã sống ở đây 1929-1940
- Lionel Jospin